# Storön (småort)
Storön är en småort i Kalix kommun. Byn är en mindre hamnort vid sydligaste spetsen av kommunen. I Storön bor 102 personer (2015).
Storön har även en väderstation och brukar vara den sista station som räknas upp i sjörapporten. 
Den svensk-norska skepparen och utforskaren Nils Fredrik Rönnbäck föddes i Storön 1820.